# Ranularia oboesa
Ranularia oboesa is een slakkensoort uit de familie van de Ranellidae. De wetenschappelijke naam van de soort is voor het eerst geldig gepubliceerd in 1811 door Perry.